# Хохоровиці
Хохоровиці (пол. Chochorowice) — село в Польщі, у гміні Подегродзе Новосондецького повіту Малопольського воєводства.
Населення — 415 осіб (2011).
У 1975-1998 роках село належало до Новосондецького воєводства.

## Демографія
Демографічна структура станом на 31 березня 2011 року:
|          | Загалом | Допрацездатний вік | Працездатний вік | Постпрацездатний вік |
| -------- | ------- | ------------------ | ---------------- | -------------------- |
| Чоловіки | 207     | 58                 | 132              | 17                   |
| Жінки    | 208     | 52                 | 122              | 34                   |
| Разом    | 415     | 110                | 254              | 51                   |